# Dörarp
Dörarp is een plaats in de gemeente Ljungby in het landschap Småland en de provincie Kronobergs län in Zweden. De plaats heeft 145 inwoners (2005) en een oppervlakte van 28 hectare. De plaats is bekend omdat Cliff Burton de bassist van de band Metallica hier om het leven kwam bij een busongeluk op 27 september 1986. De omgeving van Dörarp bestaat uit zowel landbouwgrond als bos, ook liggen er een aantal meren vlak bij de plaats. De stad Ljungby ligt zo'n twintig kilometer ten zuiden van het dorp.
Ljungby · Lagan · Ryssby · Lidhult · Kånna · Vittaryd · Angelstad · Agunnaryd · Hamneda · Dörarp · Bolmen · Byholma en Grimshult